# Roseana Sarney
Roseana Sarney (São Luís, Maranhão; 1 de junio de 1953) es una socióloga y política brasileña, actualmente afiliada al Partido del Movimiento Democrático Brasileño. Es gobernadora e hija del expresidente José Sarney.
Fue diputada federal de 1991 a 1995 en el estado de Maranhão. En 1994 se presentó por ver primera  a las elecciones a la gobernadoría de su estado natal. Con el apoyo de su padre ganó las elecciones y las siguientes, en 1999, extendiendo la influencia del sarneismo en la política del estado, ya que todos los gobernadores desde 1966 había sido elegidos por José Sarney.
En 2002 llegó a ser precandidata a la presidencia de la República, por el Partido del Frente Liberal, al que perteneció hasta diciembre de 2006. Se retiró al ser su nombre envuelto en supuestos escándalos de corrupción. Cuatro años después, en 2006, volvió a Maranhão para presentarse de nuevo a las elecciones a la gobernadoría. Su rival era Jackson Lago, que contaba con el apoyo del gobernador saliente y de sólo tres partidos, mientras que Sarney contaba con una amplia coalición a su favor (PFL, PP, PTB, PMDB, PTN, PSC, PL, PRTB, PHS, PV, PRP). Roseana venció claramente en la primera vuelta, al obtener el 47% de los votos, 13 puntos por encima de su rival. Sin embargo, al no obtener la mitad más uno de los votos tuvo que enfrentarse a una segunda vuelta. En ella, todos los demás candidatos hicieron un frente común ante la candidatura de la senadora, obteniendo Lago una ajustada victoria con el 51,82% de los votos, frente al 48,12% de Roseana Sarney. De cualquier forma, en 2009 se convirtió en gobernadora tras el cese de Jackson por las investigaciones de fraude electoral en su campaña.